# Râul Valea Luncii, Dâmbovița
Râul Valea Luncii este un curs de apă, afluent al râului Dâmbovița. 